# Domigliasca
La valle Domigliasca (toponimo italiano; in tedesco Domleschg, in romancio Tumleastga) è una valle del Canton Grigioni in Svizzera, attraversata dal Reno Posteriore e dall'Albula.
Politicamente e geograficamente la Domigliasca corrisponde alla sponda destra del Reno Posteriore nel tratto compreso tra la Via Mala a sud, la catena dello Stätzerhorn e lo Schin a est e la gola di Rothenbrunnen a nord; storicamente fu a lungo considerata parte della Domigliasca anche la sponda sinistra, con Thusis, Cazis e l'Heinzenberg.

## Comuni
Dopo gli accorpamenti comunali del 2015 fanno parte di questa valle i comuni di Domleschg (con le frazioni di Almens, Dusch, Feldis, Paspels, Pratval, Rodels, Scheid, Tomils e Trans), Fürstenau, Rothenbrunnen, Scharans e Sils im Domleschg.
| Comuni della Domigliasca | Comuni della Domigliasca    | Comuni della Domigliasca |
| Nome del comune          | Popolazione (dicembre 2021) | Superficie km²           |
| ------------------------ | --------------------------- | ------------------------ |
| Domleschg                | 2222                        | 45,94                    |
| Fürstenau                | 343                         | 1,32                     |
| Rothenbrunnen            | 293                         | 3,11                     |
| Scharans                 | 793                         | 14,29                    |
| Sils im Domleschg        | 967                         | 9,28                     |
| Totale                   | 4618                        | 73,94                    |